# Österreichische Eishockey-Liga 2012/13
Die Saison 2012/13 der Österreichischen Eishockeyliga begann am 6. September 2012 und endete am 5. April 2013. Titelverteidiger war der EHC Linz, der jedoch bereits im Halbfinale ausschied. Neuer Meister wurde zum dreißigsten Mal in der Vereinsgeschichte der EC KAC, der im Finale in einem Sweep die Vienna Capitals besiegte.

## Teilnehmende Mannschaften
Bereits kurz nach Ende der vorangegangenen Meisterschaft erwog der HC Innsbruck, der bereits bis zur Saison 2008/09 in der höchsten Spielklasse aktiv war, sich nach dem Sieg in der Nationalliga um den Wiederaufstieg zu bewerben. Der ÖEHV hatte zuvor den Antrag der Innsbrucker, in die italienische Serie A1 zu wechseln, abgelehnt, die dank niedrigerer Budgets leichter zu finanzieren gewesen wäre. Der HCI veröffentlichte hierzu einen offenen Brief, der ÖEHV argumentierte jedoch mit der Tatsache, dass es in Österreich ohnehin zu wenige Eishockeyclubs gäbe, die den Sport auf professioneller Ebene finanzieren konnten. Infolgedessen entschied sich der Vorstand des HC Innsbruck im Mai, den Antrag für den Wiederaufstieg in die EBEL zu stellen. Diesem wurde bei der Ligasitzung in Klagenfurt entsprochen.
Neben den Tirolern entschloss sich auch der Vorarlberger Club Dornbirner EC, den Aufstieg in die höchste Spielklasse zu wagen. Damit nahmen erstmals seit über zehn Jahren wieder acht österreichische Clubs an der höchsten Spielklasse des Landes teil.
Anfang April wurde außerdem bekannt, dass der Deutsche Zweitligist Landshut Cannibals einen Einstieg in Erwägung zog. Die Deutschen hatten ebenso die Option, um zwei Millionen Euro die DEL-Lizenz der Hannover Scorpions zu erwerben, was dem Club jedoch Berichten zufolge zu teuer war. Das Vorhaben der Cannibals rief Erinnerungen an das Vorgehen des EHC München hervor, der zwei Jahre zuvor den möglichen EBEL-Einstieg als Druckmittel gegen die DEL anwandte, und das Vorhaben verlief letzten Endes im Sande.
Auch der slowakische Club ŠHK 37 Piešťany hatte mit einer Teilnahme an der EBEL spekuliert und bereits einen Antrag auf Aufnahme gestellt, der slowakische Verband verweigerte dem Vorhaben jedoch die Zustimmung.

### HK Jesenice
Die Situation beim HK Jesenice war bereits in der Vorsaison kritisch geworden. Mehrmals verließen Spieler den verschuldeten Club, der die Spielzeit mit einem Rumpfkader beenden musste und dabei den letzten Platz belegte. Zwischenzeitlich war eine Spendenaktion der Fans ins Leben gerufen worden, die jedoch kaum half. Daher sah bereits zum Ende des Grunddurchgangs der Saison 2011/12 alles nach einem Ausstieg der Slowenen aus. Dies bewahrheitete sich im Mai; bei der Ligasitzung zum Ablauf der neuen Saison einigte man sich darauf, dass die Slowenen eine mehrjährige Pause einlegen sollten, um sich finanziell zu konsolidieren.
Das konnte der Verein jedoch auch finanziell nicht stemmen und gab am 31. August 2012 seine Auflösung bekannt.

### Teams der Saison 2012/13
(gereiht nach Vorjahrsplatzierung)
| Mannschaft                | Vorjahresplatzierung | Trainer                                             |
| EHC Liwest Linz           | Meister              | Rob Daum                                            |
| EC KAC                    | Vizemeister          | Christian Weber (bis Dezember 2012) Christer Olsson |
| KHL Medveščak Zagreb      | Halbfinal-Out        | Marty Raymond                                       |
| HDD Olimpija Ljubljana    | Halbfinal-Out        | Heikki Mälkiä (bis November 2012) Bojan Zajc        |
| EC Red Bull Salzburg      | Viertelfinal-Out     | Pierre Pagé                                         |
| Alba Volán Székesfehérvár | Viertelfinal-Out     | Kevin Primeau (bis November 2012) Jan Neliba        |
| Vienna Capitals           | Viertelfinal-Out     | Tommy Samuelsson                                    |
| Orli Znojmo               | Viertelfinal-Out     | Martin Stloukal                                     |
| EC VSV                    | 9.                   | Hannu Järvenpää                                     |
| EC Graz 99ers             | 10.                  | Mario Richer                                        |
| Dornbirner EC             | neu in der Liga      | Dave MacQueen                                       |
| HC Innsbruck              | neu in der Liga      | Danny Naud                                          |

### Farmteams
Nachdem die österreichischen EBEL-Clubs in den letzten beiden Jahren Farmteams in der Oberliga bzw. Nationalliga betrieben hatten und die Ergebnisse eher durchwachsen ausgefallen waren, gab es bereits zum Jahreswechsel 2012 Planungen, eine EBEL-interne Nachwuchsliga ins Leben zu rufen, wobei für alle EBEL-Clubs, ungeachtet ihrer Nationalität, die Teilnahme verpflichtend sein sollte. Aus diesem Vorhaben wurde die Erste Bank Young Stars League, die schließlich parallel zur EBEL-Saison 2012/13 mit vierzehn Teams ihren Spielbetrieb aufnahm.

### Nachwuchsliga
Die folgende supranationalen Nachwuchsliga wird seit dieser Saison von der Erste Bank Eishockey Liga organisiert:
| Liga                              | Meister            | Teilnehmer |
| --------------------------------- | ------------------ | ---------- |
| U20 Erste Bank Young Stars League | SAPA Fehérvár AV19 | 14         |

## Modus und Reglement
Der Modus blieb im Vergleich zum Vorjahr praktisch unverändert. Im Grunddurchgang wird eine doppelte Hin- und Rückrunde gespielt, was 44 Spiele je Mannschaft ergibt. Es folgen eine Platzierungsrunde für die Teams auf den Plätzen eins bis sechs und eine Qualifikationsrunde für die restlichen sechs Teams um die beiden letzten Playoff-Plätze.
Die Post-Season wird anschließend mit Viertelfinale, Halbfinale und Finale ausgetragen, wobei in der ersten Runde die drei bestplatzierten Teams ihre Gegner aus dem unteren Tableau wählen können.

## Transfers
| - EC Red Bull Salzburg Die Mannschaft der Salzburger wurde in der Off-Season einer Runderneuerung unterzogen, der zahlreiche ehemalige Leistungsträger weichen mussten. Mit Ryan Glenn wurde ein neuer Verteidiger verpflichtet. Ebenso kehrte Ryan Duncan nach einem Jahr bei den Portland Pirates an die Salzach zurück. Von den Ligakonkurrenten Zagreb (Ryan Kinasewich) und Linz (Justin Keller) wurden zwei Top-Stürmer der Liga verpflichtet. Darüber hinaus wurden mehrere Spieler im Zuge des Lockouts verpflichtet (s. unten). | - Vienna Capitals Mit Fabian Weinhandl wurde der ehemalige Torhüter der Graz 99ers verpflichtet. Zudem konnte man Verteidiger Adrian Veideman für sich gewinnen, der im Vorjahr mit dem EHC Linz Meister geworden war. Jamie Fraser kam aus Ljubljana, Zdenek Blatny wurde ebenfalls von den 99ers übernommen. Als Ergänzung zu Weinhandl wurde Matthew Zaba vom italienischen Erstligisten HC Bozen nach Wien geholt. |
| - EC VSV Der wichtigste Wechsel beim VSV erfolgte auf der Trainerposition, wo der Finne Hannu Järvenpää vom Ligakonkurrenten Olimpija Ljubljana geholt wurde. Auf der Torhüterposition konnte Bernhard Starkbaum zunächst mit einer Ausstiegsklausel für das Ausland gehalten werden, kurze Zeit später jedoch machte er von dieser Gebrauch und verließ den Club für ein Engagement bei MODO Hockey in Schweden. Sein Backup Marco Wieser kehrte nach Übersee zurück und wurde durch Thomas Höneckl aus Salzburg ersetzt. Auch ein Großteil der Transferkartenspieler wurde ersetzt, wobei Coach Järvenpää hier im Wesentlichen auf Spieler aus Ljubljana zurückgriff. Antti Pusa kam vom HK Jesenice an die Drau. | - EC KAC Beim EC KAC beendete Urgestein Christoph Brandner seine Karriere. Stürmer Dieter Kalt verließ den Club drei Jahre nach seiner Heimkehr ebenso wieder. Die letztjährigen Neuzugänge Joey Tenute und Andrei Sjusin beendeten ihr Gastspiel, stattdessen wurden mit Jamie Lundmark und Patrick Harand zwei neue Stürmer verpflichtet. Der Vertrag mit Trainer Christian Weber, der das Amt im Lauf der Vorsaison von Manny Viveiros übernommen hatte, wurde um drei Jahre verlängert. Im Saisonverlauf wurde neben einigen Lockout-Spielern (s. unten) auch Verteidiger Florian Iberer und Tomislav Zanoški, letzterer vom Ligakonkurrenten Zagreb, verpflichtet.                                                                     |
| - EHC Linz Der Meisterkader der Linzer blieb im Wesentlichen unverändert. Die Verteidiger Adrian Veideman (zu den Vienna Capitals) und Jan-Axel Alavaara (Karriereende) wurden durch Marc-André Dorion und Andrew Hedlund ersetzt, Stürmer Justin Keller (zu den Red Bulls Salzburg) durch Brett Engelhardt. Zusätzlich konnten die jungen Spieler Bernhard Fechtig (von EC Dornbirn) und Kevin Macierzynski (von VEU Feldkirch) verpflichtet werden. | - HDD Olimpija Ljubljana Bei den Laibachern folgte nach der Vorsaison ein Aderlass. Liga-Topscorer John Hughes verließ den Club ebenso wie Torhüter Jean-Philippe Lamoureux. Scott Hotham, Brad Cole und Justin Taylor folgten Coach Hannu Järvenpää zum EC VSV. Als Ersatz wurden vom neuen Coach Heikki Mälkiä, der vom Lokalrivalen HK Jesenice gekommen war, mit Chris D’Alvise, Simon Ferguson, Scott Freeman, Alexandre Imbeault, Michael Ratchuk und Andrew Thomas mehrere junge Spieler aus Übersee unter Vertrag genommen. |
| - KHL Medveščak Zagreb Die Kroaten ließen mit Greg Day einen ihrer besten Stürmer ziehen und ersetzten diesen durch Alex Leavitt, der im Jahr zuvor für den finnischen Club Hämeenlinnan Pallokerho aufgelaufen war. Dazu wurde Nathan Perkovich von den Albany Devils nach Kroatien geholt. Damit sollte auch der Abgang von Ryan Kinasewich kompensiert werden, der nach Salzburg wechselte. Das erfolgreiche Torhüterduo aus Robert Kristan und Michael Ouzas konnte gehalten werden. | - EC Graz 99ers Die Graz 99ers verlängerten den Vertrag von Torhüter Frédéric Cloutier und ließen Fabian Weinhandl ziehen, der zu den Capitals wechselte, von denen wiederum Sebastian Stefaniszin als Backup und Verteidiger Martin Oraže verpflichtet wurden. Mit Greg Day wurde ein Stürmer zurückgeholt, der nach mehreren Jahren in Graz zwischenzeitlich zwei Jahre lang für Zagreb aufgelaufen war. Dazu kam mit Andy Delmore ein weiterer ehemaliger Zagreber. Nach mehreren Jahren in Deutschland kehrte auch Bob Wren nach Österreich zurück, der einst mit Mike Craig bei den Wienern ein erfolgreiches Stürmerduo gebildet hatte. Mit Olivier Labelle vom ECHL-Club Reading Royals wurden die Sturmreihen zusätzlich verstärkt. |
| - Alba Volán Székesfehérvár Nur wenige Veränderungen gab es im Kader des einzigen ungarischen EBEL-Clubs, wo Stürmer István Sofron von vielen ausländischen Clubs umworben wurde, letztlich jedoch seinen Vertrag erfüllte. Derek Ryan wechselte nach der erfolgreichen Vorsaison zum VSV. Als Ausgleich wurde Frank Banham aus Ljubljana geholt. Ebenfalls neu hinzu kamen mit Kyle Bailey und Tyler Metcalfe zwei weitere Stürmer. | - Dornbirner EC Die Vorarlberger bauten ihren Kader aufgrund des Aufstiegs von Grund auf neu auf. Zu einem Stamm junger Spieler gesellte sich Patrick DesRochers als Torhüter neben Hannes Enzenhofer, der damit in die erste Liga zurückkehrte. Dazu kamen mit Scott Aarsen, Jonathan D’Aversa, Olivier Magnan, Luciano Aquino, Michael Henrich, Andrew Kozek, Clark MacLean, Logan MacMillan und Dale Mitchell eine Anzahl größtenteils junger Legionäre. Danny Bois (vormals Salzburg) und John Hecimovic (Zagreb) brachten bereits EBEL-Erfahrung mit. |
| - Orli Znojmo Die Znaimer ließen den im Verlauf der Vorsaison verpflichteten Stürmer Mike Danton ziehen. Neu hinzu kam mit Burke Henry ein EBEL-erfahrener Verteidiger. Dazu stießen mit Kyle Wharton, Kim Strömberg und Ondřej Fiala weitere neue Spieler. | - HC Innsbruck Beim HC Innsbruck wurden die Verträge einiger junger Spieler aus dem Nationalliga-Team verlängert. Auf der Torhüter-Position konnte man mit Patrick Machreich und dem italienischen Nationaltorwart Thomas Tragust ein ausgeglichenes Gespann verpflichten. Mit Craig Switzer, Francis Lemieux, Bryan McGregor, Mike Bartlett, Antonin Manavian und dem Liga-Veteranen Aaron Fox kamen neue Legionäre ins Team. Außerdem konnte Jon Insana von den Capitals verpflichtet werden. |

### Transfers im Zuge des NHL-Lockouts
Aufgrund des Lockouts in der National Hockey League fand ab Oktober auch eine Anzahl Spieler aus der nordamerikanischen Topliga den Weg in die EBEL, wenngleich alle Verträge zunächst bis 14. Dezember beschränkt waren. Die getätigten Transfers sind in der folgenden Tabelle zusammengefasst.
| Mannschaft             | Spieler |
| EC VSV                 | Michael Grabner (Stürmer, Österreich, New York Islanders) |
| EC Graz 99ers          | Thomas Vanek (Stürmer, Österreich, Buffalo Sabres) |
| HC Innsbruck           | Andreas Nödl (Stürmer, Österreich, Carolina Hurricanes) |
| Vienna Capitals        | Corey Potter (Verteidiger, USA, Edmonton Oilers) |
| HC Orli Znojmo         | Bryan Bickell (Stürmer, Kanada, Chicago Blackhawks) |
| KHL Medveščak Zagreb   | Dustin Jeffrey (Stürmer, Kanada, Pittsburgh Penguins) |
| EC KAC                 | Tyler Myers (Verteidiger, Kanada, Buffalo Sabres) Sam Gagner (Stürmer, Kanada, Edmonton Oilers) Andrew Cogliano (Stürmer, Kanada, Anaheim Ducks) |
| HDD Olimpija Ljubljana | Jan Muršak (Stürmer, Slowenien, Detroit Red Wings) |
| EC Red Bull Salzburg   | David Clarkson (Stürmer, Kanada, New Jersey Devils) Derick Brassard (Stürmer, Kanada, Columbus Blue Jackets) Johnny Boychuk (Verteidiger, Kanada, Boston Bruins) Tobias Enström (Verteidiger, Schweden, Winnipeg Jets) Derek Dorsett (Stürmer, Kanada, Columbus Blue Jackets) |
| EHC Linz               | Shawn Matthias (Stürmer, Kanada, Florida Panthers) |

## Saisonvorbereitung
Wie in den vergangenen Spielzeiten spielten die EBEL-Clubs mehrere Turniere zur Vorbereitung auf die neue Saison. Das wichtigste dieser Turniere stellt die dritte Austragung der European Trophy dar, an der erneut der EC Red Bull Salzburg und die Vienna Capitals teilnahmen.

### Übersicht aller Vorbereitungs-Turniere
Anmerkung: Mannschaften aus der EBEL sind fett dargestellt.
| Turnier                                   | Zeitraum                        | Teilnehmende Mannschaften | Endstand |
| Regionální Pohár (Tschechien)             | 7. August bis 6. September 2012 | HC Orli Znojmo HC Dukla Jihlava (1. tschechische Liga) HC Olomouc (1. tschechische Liga) IHC Písek (1. tschechische Liga) SK Horácká Slavia Třebíč (1. tschechische Liga) | 1. SK Horácká Slavia Třebíč 2. HC Olomouc 3. HC Orli Znojmo 4. HC Dukla Jihlava 5. IHC Písek                   |
| Rudi-Hiti-Sommercup Bled                  | 16. bis 19. August 2012         | EC VSV HDD Olimpija Ljubljana KHL Medveščak Zagreb HK Jesenice Stavanger Oilers (GET-ligaen) NCAA-Auswahl                                                                 | 1. KHL Medveščak Zagreb 2. HK Jesenice 3. EC VSV 4. HDD Olimpija Ljubljana 5. Stavanger Oilers 6. NCAA-Auswahl |
| Gäubodenvolksfest-Pokalturnier Straubing  | 17. bis 19. August 2012         | EC KAC Augsburger Panther (DEL) Straubing Tigers (DEL) Nürnberg Ice Tigers (DEL)                                                                                          | 1. Straubing Tigers 2. Augsburger Panther 3. EC KAC 4. Nürnberg Ice Tigers                                     |
| Dolomitencup Bruneck/Neumarkt             | 23. bis 26. August 2012         | EHC Linz HC Lugano (NLA) Iserlohn Roosters (DEL) HC Pustertal (Serie A1) Lørenskog IK (GET-ligaen)                                                                        | 1. HC Lugano 2. Iserlohn Roosters 3. EHC Linz 4. Lørenskog IK 5. HC Pustertal                                  |
| Imhof-Cup Landshut                        | 24. bis 26. August 2012         | EC Graz 99ers HC Thurgau (National League B) Landshut Cannibals (2. Eishockey-Bundesliga) HC Energie Karlovy Vary (Tipsport Extraliga)                                    | 1. EC Graz 99ers 2. Landshut Cannibals 3. HC Energie Karlovy Vary 4. HC Thurgau                                |
| Gábor-Ocskay-Gedenkturnier Székesfehérvár | 1. bis 2. September 2012        | SAPA Fehérvár AV19 HDD Olimpija Ljubljana EHC Red Bull München (DEL) HC Vítkovice Steel (Tipsport Extraliga)                                                              | 1. EHC Red Bull München 2. SAPA Fehérvár AV19 3. HC Vítkovice Steel 4. HDD Olimpija Ljubljana                  |

## Grunddurchgang

### Hauptrunde

#### Erste Hinrunde (Runden 1 bis 11)
| Rang | Team                      | Spiele | S  | N  | SNV | NNV | SNP | NNP | Tore  | TVH | Punkte |
| ---- | ------------------------- | ------ | -- | -- | --- | --- | --- | --- | ----- | --- | ------ |
| 1    | EC VSV                    | 11     | 10 | 1  | 1   | 0   | 1   | 1   | 49:24 | +25 | 21     |
| 2    | Vienna Capitals           | 11     | 9  | 2  | 0   | 1   | 2   | 0   | 39:24 | +15 | 19     |
| 3    | EC KAC                    | 11     | 8  | 3  | 0   | 0   | 3   | 0   | 34:31 | +3  | 16     |
| 4    | Graz 99ers                | 11     | 6  | 5  | 0   | 1   | 2   | 1   | 36:36 | +0  | 14     |
| 5    | Orli Znojmo               | 11     | 6  | 5  | 0   | 0   | 0   | 1   | 37:32 | +5  | 13     |
| 6    | KHL Medveščak Zagreb      | 11     | 5  | 6  | 0   | 0   | 0   | 3   | 28:25 | +3  | 13     |
| 7    | EC Red Bull Salzburg      | 11     | 5  | 6  | 0   | 0   | 1   | 0   | 47:35 | +12 | 10     |
| 8    | EHC Linz                  | 11     | 5  | 6  | 1   | 0   | 1   | 0   | 34:37 | −3  | 10     |
| 9    | HDD Olimpija Ljubljana    | 11     | 4  | 7  | 0   | 0   | 0   | 1   | 35:42 | −7  | 9      |
| 10   | Alba Volán Székesfehérvár | 11     | 4  | 7  | 0   | 0   | 0   | 1   | 32:43 | −11 | 9      |
| 11   | EC Dornbirn               | 11     | 3  | 8  | 1   | 0   | 0   | 2   | 36:49 | −13 | 8      |
| 12   | HC Innsbruck              | 11     | 1  | 10 | 0   | 1   | 0   | 0   | 24:53 | −29 | 3      |

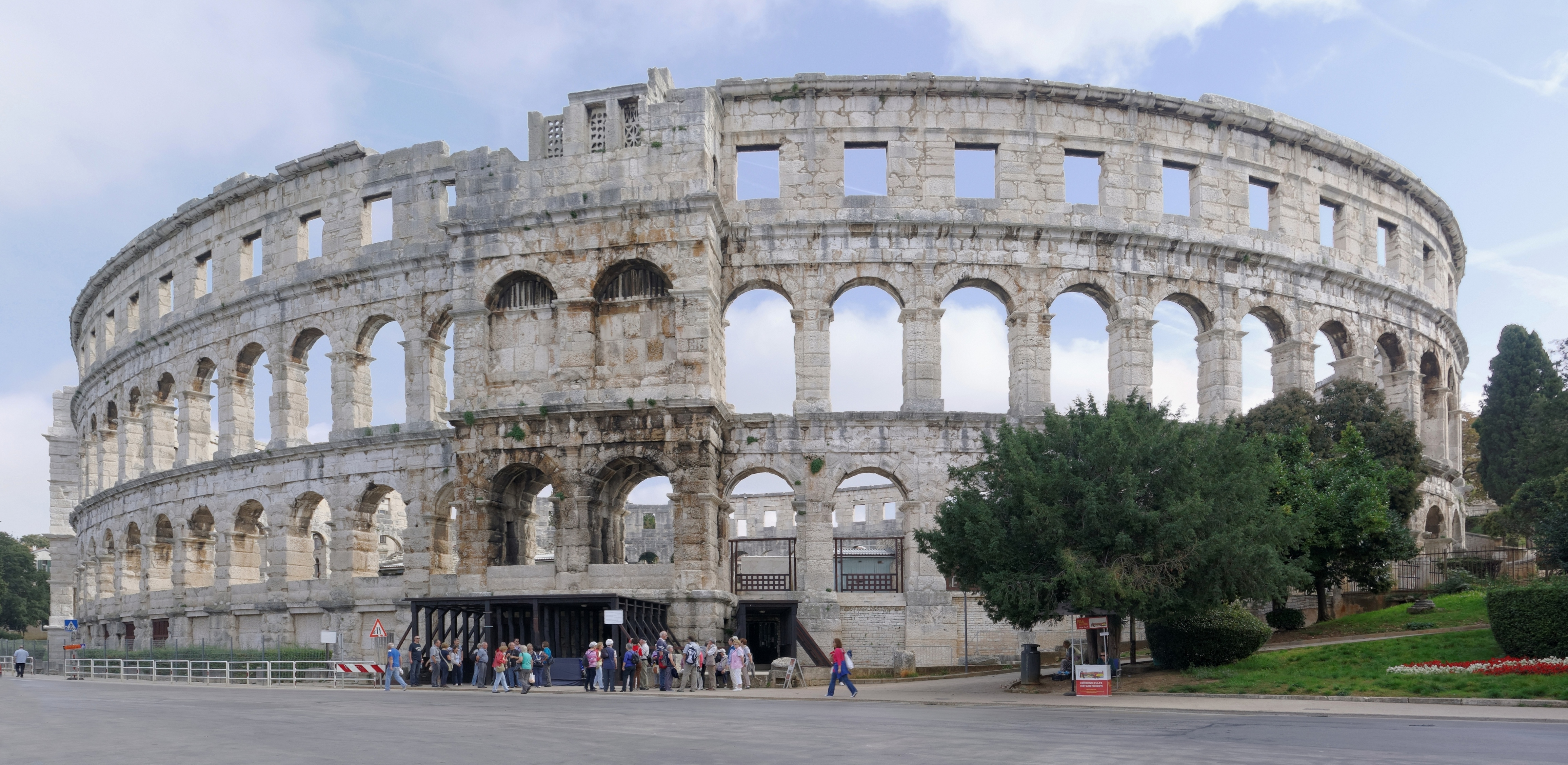
Das Amphitheater in Pula, Austragungsort von zwei Freiluftspielen.

Mit der Auftaktrunde am 6. September startete die Liga so früh wie nie zuvor in die neue Saison. Gleich vom Start weg machte der EC VSV auf sich aufmerksam und setzte sich mit souveränen Leistungen an die Tabellenspitze. Die Mannschaft erwies sich als offensiv wie defensiv herausragend und entschied Spiele gegen designierte Favoriten zum Teil mit deutlichen Ergebnissen für sich. Dieser Lauf wurde jedoch zwischenzeitlich gebremst, als Stammtorhüter Jean-Philippe Lamoureux nach einer Tätlichkeit gegen einen Schiedsrichter für fünf Spiele gesperrt wurde und dessen Backup Thomas Höneckl sich nicht als stark genug erwies.
Ebenfalls stark präsentierten sich nach der verpatzten Vorsaison die Vienna Capitals, die sich gemeinsam mit KHL Medveščak Zagreb als erste Verfolger der Villacher etablierten. Der EC Dornbirn erwies sich als würdiger Neuzugang und konnte trotz vieler Niederlagen sein Niveau beweisen. Im Gegensatz dazu machte der HC Innsbruck in negativer Hinsicht von sich reden, da die Mannschaft den schlechtesten Saisonstart seit Gründung der EBEL für sich verbuchte und bereits nach wenigen Spielen abgeschlagen auf dem letzten Platz stand. Mit einem Schnitt von mehr als fünf Gegentoren pro Spiel zeigte das Team auch die schlechteste Defensivleistung der EBEL-Historie.
In negativer Hinsicht Schlagzeilen machte auch der EC Red Bull Salzburg, wo zwischenzeitlich sogar an Trainer Pierre Pagé gerüttelt wurde. Die Mannschaft zeigte sich inkonstant und vor allem defensiv schwach; interne Querelen schwächten die Mannschaft zusätzlich. Torhüter Alex Auld wurde entlassen und zwischenzeitlich durch Bernd Brückler ersetzt. Ähnlich erging es auch Meister Linz, wo trotz des nur geringfügig veränderten Kaders viele Niederlagen mit zum Teil auffallend vielen Gegentoren zu Buche standen. Die Linzer reagierten darauf, indem sie ihren langjährigen Stamm-Torwart Alex Westlund entließen und durch den EBEL-erfahrenen David LeNeveu ersetzten.
Besondere Aufmerksamkeit erhielt die Liga gleich zu Beginn durch zwei Freiluftspiele, die von KHL Medveščak Zagreb im Amphitheater Pula veranstaltet wurden. Der HDD Ljubljana und die Vienna Capitals traten gegen die Kroaten in der historischen Arena an, worüber auch in der internationalen Presse berichtet wurde.
Auch zwei Trainerwechsel wurden relativ knapp nach Beginn der Spielzeit vermeldet. In Ljubljana wurde Heikki Mälkiä nach nur wenigen Spielen entlassen und durch Co-Trainer Bojan Zajc ersetzt. Bei Székesfehérvár wurde der Vertrag von Kevin Primeau gelöst, und der Tscheche Jan Neliba übernahm dessen Posten.
Auf dem Transfermarkt wurde vor allem von dem Lockout in der National Hockey League profitiert (s. hierzu auch Transfers). Insbesondere das Gastspiel von Thomas Vanek bei den 99ers erfuhr große mediale Aufmerksamkeit und brachte dem Club ein deutliches Zuschauerplus. Im Zuge des Lockouts wurde seitens der Liga auch die Transferfrist verlängert.

#### Erste Rückrunde (Runden 12 bis 22)
| Rang | Team                      | Spiele | S  | N  | SNV | NNV | SNP | NNP | Tore   | TVH | Punkte |
| ---- | ------------------------- | ------ | -- | -- | --- | --- | --- | --- | ------ | --- | ------ |
| 1    | KHL Medveščak Zagreb      | 22     | 15 | 7  | 1   | 0   | 0   | 3   | 78:49  | +29 | 33     |
| 2    | Vienna Capitals           | 22     | 16 | 6  | 1   | 1   | 2   | 0   | 95:74  | +25 | 33     |
| 3    | EC VSV                    | 22     | 15 | 7  | 1   | 0   | 2   | 1   | 95:74  | +21 | 31     |
| 4    | Orli Znojmo               | 22     | 12 | 10 | 1   | 1   | 0   | 2   | 81:72  | +9  | 27     |
| 5    | Alba Volán Székesfehérvár | 22     | 12 | 10 | 1   | 0   | 1   | 2   | 75:70  | +5  | 26     |
| 6    | Graz 99ers                | 22     | 11 | 11 | 0   | 3   | 2   | 1   | 75:70  | +5  | 26     |
| 7    | EHC Linz                  | 22     | 13 | 9  | 1   | 0   | 3   | 0   | 80:76  | +4  | 26     |
| 8    | EC KAC                    | 22     | 12 | 10 | 0   | 0   | 3   | 1   | 65:67  | −2  | 25     |
| 9    | EC Red Bull Salzburg      | 22     | 9  | 13 | 0   | 1   | 1   | 1   | 80:68  | +12 | 20     |
| 10   | HDD Olimpija Ljubljana    | 22     | 9  | 13 | 1   | 0   | 0   | 2   | 67:77  | −10 | 20     |
| 11   | EC Dornbirn               | 22     | 6  | 16 | 1   | 1   | 1   | 2   | 68:92  | −24 | 15     |
| 12   | HC Innsbruck              | 22     | 2  | 20 | 0   | 1   | 1   | 1   | 51:125 | −74 | 6      |

Im zweiten Viertel des Grunddurchgangs zeichneten sich einige vor der Saison nicht erwartete Entwicklungen ab. So konnten sich Alba Volán Székesfehérvár und Orli Znojmo in der Tabelle weiter nach oben orientieren, während der EC KAC in die untere Tabellenhälfte abrutschte. Die Klagenfurter, die zwischenzeitlich bis zu elf Verletzte Spieler hatten, kämpften mit einer mangelhaften Torausbeute, was auch durch die Verpflichtung von drei Lockout-Spielern – namentlich Tyler Myers, Sam Gagner und Andrew Cogliano – nicht kompensiert werden konnte.
Der EC Red Bull Salzburg hatte insbesondere in der Defensive Probleme und machte ebenso durch eine rege Transfertätigkeit auf sich aufmerksam; auch hier wurden mit Johnny Boychuk, Derick Brassard und Derek Dorsett neben Rob Schremp (zuletzt in der KHL) gleich mehrere Lockout-Spieler verpflichtet. Eine ähnliche Verteidigungsschwäche beendete auch den Lauf des EC VSV, der rasch ins Mittelfeld der Tabelle abrutschte. Mit Antti Pusa machte ein Spieler des Clubs auch abseits des Eises Schlagzeilen, nachdem er in betrunkenem Zustand eine Wohnungstür verwechselt hatte.
Zagreb führte zwischenzeitlich erstmals die EBEL-Tabelle an. Die Liga profitierte gleichzeitig auch vom jährlich von den Kroaten veranstalteten Arena Ice Fever, in dessen Rahmen der Club eine Reihe von Begegnungen in der 15.000 Zuschauer fassenden Arena Zagreb austrug.
Die Liga-Neulinge Dornbirn und Innsbruck hatten weiterhin mit dem gegenüber der Nationalliga deutlich höheren Niveau der Liga zu kämpfen, wobei die Vorarlberger den Sprung deutlich besser meisterten und den Anschluss an das Tabellen-Mittelfeld bewahren konnten. Der HC Innsbruck schlitterte in mehrere hohe Niederlagen, in denen der Klassenunterschied deutlich erkennbar war.
Meister Linz stabilisierte seine Leistungen nach dem Torhüterwechsel und näherte sich dank verbesserter Konstanz der oberen Tabellenhälfte an. Ljubljana ließ letztere jedoch vermissen und gewann weiterhin überraschend gegen deutlich stärker eingeschätzte Gegner, während die Mannschaft gleichzeitig als Pflichtsiege zu betrachtende Partien verlor.
Die Capitals profitierten indessen von einer herausragenden Defensive und festigten ihren Platz unter den Top-Mannschaften der Liga.

#### Zweite Hinrunde (Runden 23 bis 33)
| Rang | Team                      | Spiele | S  | N  | SNV | NNV | SNP | NNP | Tore    | TVH | Punkte |
| ---- | ------------------------- | ------ | -- | -- | --- | --- | --- | --- | ------- | --- | ------ |
| 1    | Vienna Capitals           | 33     | 22 | 11 | 1   | 2   | 2   | 2   | 101:71  | +30 | 48     |
| 2    | KHL Medveščak Zagreb      | 33     | 21 | 12 | 1   | 1   | 1   | 3   | 110:81  | +29 | 46     |
| 3    | Graz 99ers                | 33     | 19 | 14 | 1   | 3   | 2   | 2   | 109:98  | +11 | 43     |
| 4    | EC VSV                    | 33     | 19 | 14 | 1   | 0   | 2   | 2   | 126:108 | +18 | 40     |
| 5    | EHC Linz                  | 33     | 19 | 14 | 1   | 0   | 5   | 1   | 113:107 | +6  | 39     |
| 6    | Alba Volán Székesfehérvár | 33     | 18 | 15 | 1   | 1   | 2   | 2   | 108:102 | +6  | 39     |
| 7    | Orli Znojmo               | 33     | 17 | 16 | 2   | 2   | 0   | 2   | 118:107 | +11 | 38     |
| 8    | EC KAC                    | 32     | 17 | 15 | 1   | 0   | 4   | 2   | 96:93   | +3  | 36     |
| 9    | EC Red Bull Salzburg      | 33     | 16 | 17 | 0   | 2   | 1   | 1   | 132:100 | +32 | 35     |
| 10   | HDD Olimpija Ljubljana    | 32     | 15 | 17 | 2   | 0   | 1   | 2   | 92:103  | −11 | 32     |
| 11   | EC Dornbirn               | 33     | 10 | 23 | 2   | 1   | 2   | 2   | 100:142 | −42 | 23     |
| 12   | HC Innsbruck              | 33     | 4  | 29 | 0   | 1   | 1   | 2   | 72:165  | −93 | 11     |

In der dritten Hinrunde kam es zum Showdown der beiden Topteams Zagreb und Wien um die zwischenzeitliche Tabellenführung, den die Wiener für sich entscheiden konnten. Die Mannschaft um Trainer Samuelsson machte insbesondere mit einer starken Verteidigungsarbeit auf sich aufmerksam. Mit einem Gegentorschnitt von nur knapp über zwei Gegentreffern pro Spiel hatte sie die beste Defensivarbeit der EBEL-Geschichte vorzuweisen. Dem gegenüber stand der HC Innsbruck, der knapp fünf Tore pro Spiel hinnehmen musste und damit zum schlechtesten Neueinsteiger seit Székesfehérvár in der Saison 2007/08 avancierte.
Das Tabellen-Mittelfeld blieb weiterhin eng zusammen, wobei der EC VSV die Gruppe nun ergänzte; der Club hatte aufgrund mehrerer Niederlagen den Anschluss an das Top-Trio verloren, während die Salzburger sich von unten annähern konnten. Nach dem HDD Ljubljana klaffte weiterhin eine Lücke hin zu den beiden Liga-Neulingen, wobei der EC Dornbirn sich weiterhin besser behaupten konnte als die Innsbrucker.
Im Zuge des Endes der Try-out-Frist wurden auch einige Umstellungen in den Kadern vorgenommen. Der EC KAC entließ Cogliano und verpflichtete stattdessen Verteidiger Florian Iberer und Stürmer Tomislav Zanoški vom Ligakonkurrenten Zagreb. Der EHC Linz holte mit Shawn Matthias doch noch einen Lockout-Spieler an Bord, während die Capitals Stürmer Justin Keller von den Salzburgern übernahmen. Dornbirn trennte sich von Christoph Harand und Michael Lebler.
Der EC Red Bull Salzburg hatte inzwischen mit Image-Problemen zu kämpfen. Nachdem Derick Brassard den Club ohne Rücksprache verlassen hatte, erregte dessen Manager Allan Walsh in den Medien mit der Aussage Aufsehen, es gäbe »in ganz Europa keinen unprofessionelleren Verein als Red Bull Salzburg«. Außerdem verbreite der Klub Unwahrheiten, um den Abgang der NHL-Spieler vor Fans und Medien zu rechtfertigen, fuhr er fort. Salzburg reagierte darauf, indem der Club die Ausschöpfung aller Rechtsmittel wegen des Vertragsbruchs ankündigte.
Ein nicht weniger peinlicher Faux-pas unterlief dem EC KAC, wo knapp vor Weihnachten aufgrund schlechter Kommunikation mit Pressevertretern einige Formate bereits die Ablöse von Trainer Christian Weber verkündet hatten. Die Vereinsführung stellte dies zwar richtig, löste damit aber dennoch heftige Diskussionen über Zusammensetzung und Handlungsweise des Präsidiums aus.
In die dritte Hinrunde fielen auch zwei zweistellige Kantersiege: der EC VSV besiegte zu Hause die Bären aus Zagreb mit 11:2, während EC Red Bull Salzburg ein 12:3-Heimsieg gegen den Liganeuling aus Dornbirn gelang.

#### Zweite Rückrunde (Runden 34 bis 44)
Die letzte Phase der Vorrunde brachte nochmals einige Veränderungen in der Tabelle. Während die Rangfolge der vier besten Teams unverändert blieb, rutschte Alba Volán Székesfehérvár in das untere Tableau ab. Der EC KAC, der inzwischen Trainer Christian Weber abgelöst und durch Christer Olsson ersetzt hatte, konnte sich dank einer souveränen Siegesserie noch in die obere Tabellenhälfte bringen. Im Mittelfeld kämpften der EHC Linz und Orli Znojmo noch um den letzten verbliebenen Platz in der Platzierungsrunde, wobei sich die Oberösterreicher schließlich durchsetzten.
Der EC Red Bull Salzburg hatte schon einige Runden vor Schluss die fixe Playoff-Qualifikation verpasst und haderte weiterhin mit unkonstanten Leistungen. Gleichzeitig wurde bekannt, dass Cheftrainer Pierre Pagé in Zukunft als Sportdirektor der beiden Red-Bull-Mannschaften in Salzburg und München fungieren sollte. Diese Meldungen löste auch Besorgnis um die zukünftige Bedeutung des Standorts in Österreich aus.
Am unteren Tabellenende verblieben weiterhin die Neuzugänge aus Dornbirn und Innsbruck, wobei insbesondere erstere zwischenzeitlich mit guten Leistungen auf sich aufmerksam machten.

#### Tabelle nach dem Grunddurchgang
| Rang | Team                      | GP | S  | N  | SNV | NNV | SNP | NNP | Tore    | TVH  | Punkte |
| ---- | ------------------------- | -- | -- | -- | --- | --- | --- | --- | ------- | ---- | ------ |
| 1.   | Vienna Capitals           | 44 | 28 | 16 | 1   | 3   | 3   | 2   | 137:100 | +37  | 61     |
| 2.   | KHL Medveščak Zagreb      | 44 | 27 | 17 | 1   | 2   | 2   | 4   | 145:109 | +36  | 60     |
| 3.   | EC Graz 99ers             | 44 | 24 | 20 | 2   | 4   | 2   | 4   | 142:130 | +12  | 56     |
| 4.   | EC VSV                    | 44 | 26 | 18 | 1   | 2   | 2   | 2   | 171:138 | +33  | 56     |
| 5.   | EC KAC                    | 44 | 26 | 18 | 2   | 0   | 5   | 3   | 140:127 | +13  | 55     |
| 6.   | EHC Linz                  | 44 | 26 | 18 | 1   | 0   | 5   | 1   | 154:135 | +19  | 53     |
| 7.   | HC Orli Znojmo            | 44 | 23 | 21 | 2   | 2   | 1   | 4   | 149:136 | +13  | 52     |
| 8.   | EC Red Bull Salzburg      | 44 | 22 | 22 | 0   | 2   | 1   | 1   | 163:121 | +42  | 47     |
| 9.   | Alba Volán Székesfehérvár | 44 | 21 | 23 | 1   | 1   | 2   | 2   | 127:138 | −11  | 45     |
| 10.  | HDD Olimpija Ljubljana    | 44 | 20 | 24 | 3   | 1   | 2   | 2   | 123:145 | −22  | 43     |
| 11.  | EC Dornbirn               | 44 | 13 | 31 | 4   | 1   | 2   | 2   | 128:183 | −55  | 29     |
| 12.  | HC Innsbruck              | 44 | 8  | 36 | 1   | 1   | 2   | 2   | 094:211 | −117 | 19     |

#### Kreuztabelle der Ergebnisse
Stand: Grunddurchgang komplettiert

|          | Auswärts      |               |               |               |               |               |               |               |               |                     |               |                     |
| Zu Hause | KAC           | VSV           | VIC           | G99           | HCI           | ECD           | EHL           | OLJ           | AVS           | MZA                 | ZNO           | RBS                 |
| KAC      |               | 2:5 3:0       | 3:4 4:2       | 4:2 6:2       | 4:2 2:3 n. P. | 4:2 1:4       | 4:1 2:1 n. P. | 5:2 2:1       | 3:1 8:1       | 3:2 n. P. 4:5 n. P. | 1:2 3:1       | 4:3                 |
| VSV      | 5:4 4:5 n. V. |               | 3:4 n. P. 2:1 | 5:7 1:2       | 8:5 4:1       | 4:3 6:2       | 3:6 4:2       | 5:2 2:3       | 5:4 n. P. 6:0 | 3:1 11:2            | 6:2 7:4       | 4:3 2:0             |
| VIC      | 1:0 5:1       | 5:4 1:3       |               | 4:1 3:4 n. V. | 4:1 6:0       | 4:3 n. P. 4:1 | 1:2 5:4       | 2:3 3:4 n. P. | 3:1 4:2       | 2:0 2:1             | 3:1 3:2       | 5:2 4:2             |
| G99      | 6:3 4:2       | 3:4 n. V. 5:3 | 2:5 2:3 n. P. |               | 2:4 6:4       | 6:2 5:3       | 3:4 n. P. 3:5 | 2:3 n. V. 4:0 | 2:1 3:1       | 5:4 n. P. 5:6       | 5:6 3:0       | 5:3 1:5             |
| HCI      | 2:3 1:8       | 1:5 2:4       | 0:8 0:2       | 2:3 2:5       |               | 5:6 n. V. 3:4 | 3:4 n. P. 1:5 | 1:7 4:3 n. V. | 0:9 0:1       | 2:5 0:5             | 6:5 n. P. 1:2 | 2:5 1:4             |
| ECD      | 5:6 n. P. 3:5 | 0:6 3:2 n. P. | 1:3 4:3 n. V. | 2:4 3:2 n. V. | 9:3 4:6       |               | 3:5           | 5:4 4:1       | 4:2 5:5 n. V. | 3:4 n. V. 2:4       | 4:5 1:6       | 3:2 n. P. 1:2       |
| EHL      | 1:2 8:2       | 2:5 1:4       | 4:3 n. V. 1:3 | 5:2 3:2 n. P. | 5:4 n. P. 8:2 | 5:3 3:0       |               | 7:3 4:1       | 1:4 4:2       | 1:5 2:1             | 4:7 5:3       | 6:4 1:0             |
| OLJ      | 3:4 n. P. 2:4 | 3:2 5:4 n. V. | 1:4 4:2       | 2:4 3:0       | 6:3 1:2       | 2:3 4:3       | 2:3 n. P. 1:6 |               | 4:2 3:4       | 3:2 n. V. 8:4       | 1:5 3:2 n. P. | 1:4 1:5             |
| AVS      | 4:3 n. P. 2:1 | 3:4 n. P. 4:1 | 3:1 4:3 n. P. | 3:2 2:1 n. V. | 4:3 2:5       | 3:2 4:3       | 7:2 3:2       | 2:4           |               | 2:4 2:3             | 6:2 1:2       | 2:9 4:1             |
| MZA      | 4:1 1:2 n. P. | 5:1 5:2       | 4:1 4:0       | 1:4 4:5 n. V. | 3:0 2:3       | 5:2           | 3:1 5:2       | 2:3 1:4       | 5:3 3:0       |                     | 2:1 8:4       | 1:2 n. P. 2:0       |
| ZNO      | 5:0 3:4 n. V. | 8:4 7:2       | 3:4 n. V. 1:4 | 2:3 n. P. 2:4 | 5:3 5:1       | 6:2 4:2       | 3:2 5:2       | 3:5 4:2       | 3:5 3:1       | 2:4 1:2 n. P.       |               | 5:4 n. V. 4:3 n. V. |
| RBS      | 5:2 4:2       | 1:4 6:2       | 4:0 4:3       | 1:4 3:1       | 9:0           | 4:1 12:3      | 3:5 6:4       | 6:3 4:0       | 5:6 4:5       | 2:6 1:0             | 1:3 3:4       |                     |

Legende:
KAC = EC KAC, VSV = EC VSV, VIC = EV Vienna Capitals, G99 = EC Graz 99ers, HCI = HC Innsbruck, ECD = EC Dornbirn, EHL = EHC Linz, OLJ = HDD Olimpija Ljubljana, AVS = Alba Volán Székesfehérvár, MZA = KHL Medveščak Zagreb, ZNO = HC Orli Znojmo, RBS = EC Red Bull Salzburg

### Platzierungsrunde
In der Platzierungsrunde erwies sich Meister EHC Linz als das stärkste Team, das acht seiner zehn Begegnungen gewinnen konnte. Die Vienna Capitals konnten sich erst am letzten Spieltag durch einen Shootout-Sieg über den EC KAC Rang eins in der Tabelle sichern. Der EC KAC erspielte sich den dritten Rang und überholte damit auch Medveščak Zagreb, dessen Zwischenrunden-Bilanz negativ ausfiel. Am Tabellenende landeten die Graz 99ers und der EC VSV, die beide sieben von zehn Spielen verloren.

#### Tabelle der Platzierungsrunde
| Rang | Team                 | GP | S | N | SNV | NNV | SNP | NNP | Tore  | TVH | Punkte (BP) |
| ---- | -------------------- | -- | - | - | --- | --- | --- | --- | ----- | --- | ----------- |
| 1.   | Vienna Capitals      | 10 | 7 | 3 | 2   | 0   | 1   | 0   | 27:21 | +6  | 18 (4)      |
| 2.   | EHC Linz             | 10 | 8 | 2 | 1   | 0   | 0   | 1   | 42:29 | +13 | 17 (0)      |
| 3.   | EC KAC               | 10 | 5 | 5 | 0   | 1   | 2   | 2   | 27:26 | +1  | 13 (0)      |
| 4.   | KHL Medveščak Zagreb | 10 | 4 | 6 | 1   | 1   | 0   | 1   | 30:31 | −1  | 13 (3)      |
| 5.   | EC Graz 99ers        | 10 | 3 | 7 | 0   | 1   | 0   | 0   | 20:27 | −7  | 9 (2)       |
| 6.   | EC VSV               | 10 | 3 | 7 | 0   | 1   | 1   | 0   | 21:33 | −12 | 8 (1)       |

#### Kreuztabelle der Ergebnisse
Stand: Endstand nach Runde 10

|          | Auswärts  |           |     |     |           |           |
| Zu Hause | VIC       | MZA       | G99 | VSV | KAC       | EHL       |
| VIC      |           | 4:5       | 2:0 | 2:3 | 3:2 n. P. | 4:2       |
| MZA      | 1:2       |           | 3:2 | 3:0 | 5:4 n. V. | 4:5 n. V. |
| G99      | 2:3 n. V. | 2:1       |     | 4:2 | 1:2       | 4:7       |
| VSV      | 2:3 n. V. | 4:2       | 0:1 |     | 4:3 n. P. | 2:4       |
| KAC      | 0:3       | 2:1 n. P. |     | 7:1 |           | 3:2 n. P. |
| EHL      | 4:1       | 6:5       | 4:2 | 4:3 | 4:1       |           |

### Qualifikationsrunde
In der Qualifikationsrunde konnte sich der HC Orli Znojmo rasch von den restlichen Teilnehmern absetzen und hatte schlussendlich mit einer Bilanz von 8:2-Siegen dasselbe Ergebnis vorzuweisen wie der EHC Linz, das beste Team der Platzierungsrunde. Den zweiten Playoff-Platz hielt zu Beginn der HDD Olimpija Ljubljana, während Salzburg als Favorit durchwachsene Leistungen zeigte; erst nach der Nationalteam-Pause (Olympiaqualifikation) konnten die Salzburger zulegen und sich schließlich souverän Rang zwei sichern.
Erwartungsgemäß nur eine Nebenrolle spielten die beiden Neuzugänge aus Dornbirn und Innsbruck. Auch Székesfehérvár konnte die relativ gute Form aus der Hauptrunde nicht halten und landete letzten Endes auf dem insgesamt elften Rang.

#### Tabelle der Qualifikationsrunde
| Rang | Team                      | GP | S | N | SNV | NNV | SNP | NNP | Tore  | TVH | Punkte (BP) |
| ---- | ------------------------- | -- | - | - | --- | --- | --- | --- | ----- | --- | ----------- |
| 1.   | HC Orli Znojmo            | 10 | 8 | 2 | 0   | 0   | 0   | 0   | 42:18 | +24 | 20 (4)      |
| 2.   | EC Red Bull Salzburg      | 10 | 7 | 3 | 0   | 0   | 1   | 0   | 35:26 | +9  | 17 (3)      |
| 3.   | HDD Olimpija Ljubljana    | 10 | 5 | 5 | 0   | 1   | 0   | 0   | 27:26 | +1  | 12 (1)      |
| 4.   | EC Dornbirn               | 10 | 5 | 5 | 1   | 0   | 0   | 1   | 26:36 | −10 | 11 (0)      |
| 5.   | Alba Volán Székesfehérvár | 10 | 3 | 7 | 0   | 0   | 0   | 0   | 26:34 | −8  | 8 (2)       |
| 6.   | HC Innsbruck              | 10 | 2 | 8 | 0   | 0   | 0   | 0   | 26:42 | −16 | 4 (0)       |

#### Kreuztabelle der Ergebnisse
Stand: Endstand nach Runde 10

|          | Auswärts |     |     |           |           |     |
| Zu Hause | ZNO      | RBS | AVS | OLJ       | ECD       | HCI |
| ZNO      |          | 3:2 | 6:2 | 5:1       | 6:2       | 2:3 |
| RBS      | 4:3      |     | 4:5 | 3:1       | 5:4 n. P. | 4:1 |
| AVS      | 0:3      | 2:3 |     | 2:3       | 0:1       | 6:5 |
| OLJ      | 1:2      | 4:2 | 3:2 |           | 4:0       | 5:3 |
| ECD      | 1:7      | 2:3 | 5:3 | 3:2 n. V. |           | 4:3 |
| HCI      | 2:5      | 1:5 | 1:4 | 4:3       | 3:4       |     |

### Statistiken

#### Topscorer
| Rang | Spieler             | Team | GP | G  | A  | PTS | PIM | +  | -  | +/- | PPG | PPA | SHG | SHA | GWG | SOG | SG%     |
| ---- | ------------------- | ---- | -- | -- | -- | --- | --- | -- | -- | --- | --- | --- | --- | --- | --- | --- | ------- |
| 1    | Luciano Aquino      | DEC  | 52 | 17 | 54 | 71  | 59  | 61 | 61 | ±0  | 5   | 16  | 0   | 0   | 3   | 145 | 11,72 % |
| 2    | Derek Ryan          | VSV  | 54 | 27 | 39 | 66  | 22  | 60 | 44 | +16 | 9   | 15  | 2   | 2   | 3   | 206 | 13,11 % |
| 3    | John Hughes         | VSV  | 54 | 18 | 45 | 63  | 40  | 51 | 47 | +4  | 7   | 18  | 1   | 0   | 3   | 189 | 09,52 % |
| 4    | Andrew Kozek        | DEC  | 54 | 38 | 20 | 58  | 52  | 48 | 64 | −16 | 12  | 9   | 2   | 0   | 5   | 229 | 16,59 % |
| 5    | Jamie Lundmark      | KAC  | 51 | 29 | 29 | 58  | 34  | 47 | 30 | +17 | 13  | 12  | 1   | 0   | 4   | 164 | 17,68 % |
| 6    | John Lammers        | KAC  | 53 | 25 | 32 | 57  | 34  | 48 | 24 | +24 | 7   | 14  | 1   | 0   | 5   | 161 | 15,53 % |
| 7    | Kyle Greentree      | MZA  | 51 | 24 | 30 | 54  | 95  | 36 | 30 | +6  | 10  | 14  | 0   | 0   | 7   | 187 | 12,83 % |
| 8    | Mike Ouellette      | EHL  | 51 | 22 | 32 | 54  | 10  | 54 | 40 | +14 | 6   | 12  | 1   | 1   | 5   | 139 | 15,83 % |
| 9    | Brock McBride       | OLL  | 51 | 15 | 39 | 54  | 80  | 46 | 24 | +22 | 6   | 16  | 0   | 0   | 2   | 101 | 14,85 % |
| 10   | Brian Lebler        | EHL  | 52 | 31 | 22 | 53  | 79  | 55 | 37 | +18 | 4   | 5   | 1   | 0   | 5   | 165 | 18,79 % |
| 11   | Brandon Buck        | MZA  | 54 | 24 | 29 | 53  | 36  | 56 | 23 | +33 | 7   | 7   | 3   | 1   | 2   | 220 | 10,91 % |
| 12   | Chris D’Alvise      | OLL  | 54 | 26 | 25 | 51  | 32  | 46 | 25 | +21 | 4   | 12  | 0   | 0   | 1   | 174 | 14,94 % |
| 13   | Richard Jarůšek     | ZNO  | 54 | 25 | 26 | 51  | 30  | 54 | 35 | +19 | 4   | 4   | 2   | 0   | 1   | 147 | 17,01 % |
| 14   | Thomas Koch         | KAC  | 44 | 13 | 38 | 51  | 24  | 45 | 26 | +19 | 2   | 18  | 0   | 1   | 3   | 115 | 11,30 % |
| 15   | Olivier Latendresse | G99  | 52 | 24 | 26 | 50  | 37  | 54 | 43 | +11 | 5   | 8   | 2   | 2   | 3   | 203 | 11,82 % |

#### Beste Torhüter
| Spieler                 | Team | GP | GPI | MIP     | GA  | GAA  | SOG  | SVS  | SVS%    | SO | W  | L  | OTL | A | PIM |
| ----------------------- | ---- | -- | --- | ------- | --- | ---- | ---- | ---- | ------- | -- | -- | -- | --- | - | --- |
| René Swette             | KAC  | 25 | 53  | 1457:27 | 60  | 2,47 | 824  | 764  | 92,72 % | 1  | 15 | 8  | 1   | 1 | 2   |
| Matt Zaba               | VIC  | 32 | 50  | 1888:21 | 65  | 2,07 | 880  | 815  | 92,61 % | 4  | 20 | 8  | 3   | 0 | 2   |
| Jean-Philippe Lamoureux | VSV  | 43 | 47  | 2407:27 | 115 | 2,87 | 1520 | 1405 | 92,43 % | 3  | 24 | 14 | 4   | 1 | 51  |
| Michael Ouzas           | MZA  | 25 | 41  | 1501:49 | 61  | 2,44 | 806  | 745  | 92,43 % | 2  | 14 | 7  | 3   | 0 | 2   |
| Fabian Weinhandl        | VIC  | 23 | 52  | 1387:27 | 51  | 2,21 | 664  | 613  | 92,32 % | 3  | 14 | 7  | 2   | 0 | 0   |
| Ondřej Kacetl           | ZNO  | 39 | 54  | 2200:18 | 105 | 2,86 | 1330 | 1225 | 92,11 % | 1  | 20 | 14 | 5   | 2 | 2   |
| Filip Landsman          | ZNO  | 21 | 54  | 1071:34 | 44  | 2,46 | 556  | 512  | 92,09 % | 1  | 11 | 3  | 1   | 1 | 2   |
| Luka Gračnar            | RBS  | 27 | 47  | 1322:35 | 53  | 2,40 | 666  | 613  | 92,04 % | 3  | 14 | 7  | 2   | 0 | 0   |
| Jerry Kuhn              | OLJ  | 51 | 51  | 3048:48 | 152 | 2,99 | 1900 | 1748 | 92,00 % | 2  | 25 | 22 | 4   | 4 | 81  |
| Robert Kristan          | MZA  | 30 | 45  | 1745:13 | 75  | 2,58 | 927  | 852  | 91,91 % | 4  | 17 | 8  | 5   | 1 | 2   |
| Frédéric Cloutier       | G99  | 40 | 53  | 2314:52 | 106 | 2,75 | 1301 | 1195 | 91,85 % | 2  | 20 | 11 | 8   | 0 | 20  |
| Bence Bálizs            | AVS  | 18 | 49  | 985:54  | 50  | 3,04 | 600  | 550  | 91,67 % | 1  | 9  | 6  | 1   | 0 | 0   |
| Adam Munro              | AVS  | 37 | 50  | 2117:04 | 106 | 3,00 | 1258 | 1153 | 91,65 % | 1  | 15 | 19 | 2   | 3 | 4   |
| Bernd Brückler          | RBS  | 20 | 26  | 1076:24 | 46  | 2,56 | 549  | 503  | 91,62 % | 1  | 10 | 5  | 1   | 0 | 10  |
| Lorenz Hirn             | EHL  | 17 | 54  | 801:10  | 34  | 2,55 | 402  | 368  | 91,54 % | 1  | 9  | 3  | 0   | 0 | 0   |
| David LeNeveu           | EHL  | 27 | 30  | 1524:08 | 68  | 2,68 | 793  | 725  | 91,42 % | 1  | 17 | 6  | 2   | 2 | 2   |
| Sebastian Stefaniszin   | G99  | 19 | 54  | 973:42  | 47  | 2,90 | 534  | 487  | 91,20 % | 1  | 7  | 7  | 1   | 0 | 2   |
| Andy Chiodo             | KAC  | 30 | 45  | 1838:58 | 91  | 2,97 | 1018 | 927  | 91,06 % | 0  | 16 | 9  | 5   | 1 | 2   |
| Patrick DesRochers      | DEC  | 49 | 54  | 2847:33 | 174 | 3,67 | 1846 | 1672 | 90,57 % | 1  | 18 | 27 | 3   | 2 | 6   |
| Thomas Höneckl          | VSV  | 15 | 49  | 836:01  | 53  | 3,80 | 534  | 481  | 90,07 % | 0  | 5  | 6  | 1   | 0 | 2   |
| Alex Auld               | RBS  | 16 | 26  | 843:52  | 46  | 3,27 | 424  | 378  | 89,15 % | 1  | 5  | 10 | 0   | 2 | 2   |
| Patrick Machreich       | HCI  | 45 | 54  | 2346:51 | 170 | 4,35 | 1512 | 1343 | 88,82 % | 0  | 8  | 31 | 2   | 1 | 0   |
| Alex Westlund           | EHL  | 17 | 19  | 945:06  | 58  | 3,68 | 517  | 459  | 88,78 % | 0  | 9  | 8  | 0   | 0 | 0   |
| Thomas Tragust          | HCI  | 19 | 47  | 892:04  | 75  | 5,04 | 568  | 493  | 86,80 % | 0  | 2  | 10 | 1   | 0 | 2   |

Legende:

Feldspieler: GP = Spiele, G = Tore, A = Assists, PTS = Scorerpunkte, PIM = Strafminuten, PPG = Powerplaytore, PPA = Powerplay-Assists, SHG = Unterzahltore, SHA = Unterzahl-Assists, GWG = Gamewinning Goals, SOG = Schüsse aufs Tor, SG% = Schusseffizienz
Torhüter: GP = Spiele, GPI = Tatsächliche Einsätze, MIP = Spielminuten, GA = Gegentore, GAA = Gegentorschnitt, SOG = Schüsse aufs Tor, SVS = gehaltene Schüsse, SVS% = Fangquote, SO = Shutouts, W = Gewonnene Spiele, L = Niederlagen in regulärer Spielzeit, OTL = Niederlagen in Overtime/Penaltyschießen, A = Assists, PIM = Strafminuten, Fettschrift = Bestwert
Teams: KAC = EC KAC, VSV = EC VSV, VIC = Vienna Capitals, EHL = EHC Linz, G99 = EC Graz 99ers, DEC = EC Dornbirn, HCI = HC Innsbruck, RBS = EC Red Bull Salzburg, OLL = HDD Olimpija Ljubljana, AVS = Alba Volán Székesfehérvár, MZA = KHL Medveščak Zagreb, ZNO = Orli Znojmo

## Playoffs

### Auswahl der Gegner für das Viertelfinale
Erstmals hatten in dieser Saison die drei bestplatzierten Mannschaften, nach schwedischem Vorbild, ein Wahlrecht für ihre jeweiligen Gegner im Viertelfinale. Die Wahl fand unmittelbar im Anschluss an die letzten Spiele des Grunddurchgangs live auf Servus TV statt, wo Vertreter der Vienna Capitals, des EHC Linz und des EC KAC ihre Entscheidungen bekanntgaben. Zagreb erhielt mit dem EC Red Bull Salzburg das letzte verbliebene Team als Gegner.

### Playoff-Baum
|  | Viertelfinale | Viertelfinale        | Viertelfinale        |     |                      | Halbfinale | Halbfinale | Halbfinale |  |  | Finale | Finale | Finale |
|  |               |                      |                      |     |                      |            |            |            |  |  |        |        |        |
|  | PL1           | Vienna Capitals      | 4                    |     |                      |            |            |            |  |  |        |        |        |
|  | QU1           | Orli Znojmo          | 1                    |     |                      |            |            |            |  |  |        |        |        |
|  | QU1           | Orli Znojmo          | 1                    | PL1 | Vienna Capitals      | 4          |            |            |  |  |        |        |        |
|  |               |                      |                      | PL1 | Vienna Capitals      | 4          |            |            |  |  |        |        |        |
|  |               | QU2                  | EC Red Bull Salzburg | 2   |                      |            |            |            |  |  |        |        |        |
|  | PL4           | QU2                  | EC Red Bull Salzburg | 2   | KHL Medveščak Zagreb | 2          |            |            |  |  |        |        |        |
|  | PL4           |                      |                      |     | KHL Medveščak Zagreb | 2          |            |            |  |  |        |        |        |
|  | QU2           | EC Red Bull Salzburg | 4                    |     |                      |            |            |            |  |  |        |        |        |
|  | QU2           | EC Red Bull Salzburg | 4                    | PL1 | Vienna Capitals      | 0          |            |            |  |  |        |        |        |
|  |               |                      |                      |     | Vienna Capitals      | 0          |            |            |  |  |        |        |        |
|  |               | PL3                  | EC KAC               | 4   |                      |            |            |            |  |  |        |        |        |
|  | PL3           | PL3                  | EC KAC               | 4   | EC KAC               | 4          |            |            |  |  |        |        |        |
|  | PL3           |                      |                      |     | EC KAC               | 4          |            |            |  |  |        |        |        |
|  | PL5           | EC Graz 99ers        | 1                    |     |                      |            |            |            |  |  |        |        |        |
|  | PL5           | EC Graz 99ers        | 1                    | PL2 | EHC Linz             | 2          |            |            |  |  |        |        |        |
|  |               |                      |                      | PL2 | EHC Linz             | 2          |            |            |  |  |        |        |        |
|  |               | PL3                  | EC KAC               | 4   |                      |            |            |            |  |  |        |        |        |
|  | PL2           | PL3                  | EC KAC               | 4   | EHC Linz             | 4          |            |            |  |  |        |        |        |
|  | PL2           |                      |                      |     | EHC Linz             | 4          |            |            |  |  |        |        |        |
|  | PL6           | EC VSV               | 3                    |     |                      |            |            |            |  |  |        |        |        |

### Viertelfinale
- Vienna Capitals (1) – HC Orli Znojmo (7): Endstand 4:1

Saisonbilanz: 4 Spiele im Grunddurchgang, 4 Siege für die Capitals, Torverhältnis: 14:7
Die Serie zwischen dem Grunddurchgangssieger und dem Ersten der Qualifikationsrunde startete aufgrund der Saisonbilanz unter klaren Vorzeichen. Die Capitals konnten die ersten beiden Begegnungen klar für sich entscheiden; erst im dritten Spiel konnten die Tschechen gegen die Wiener – auf fremdem Eis – erstmals gewinnen. Die Capitals steigerten sich jedoch weiterhin und ließen in den beiden letzten Partien keinen Gegentreffer mehr zu. Insbesondere Spiel vier geriet zu einem Debakel für Znojmo, als die Capitals auswärts nach Belieben zum Torerfolg kamen. Im alles entscheidenden letzten Spiel siegten die Wiener anschließend souverän und sicherten sich so einen Platz im Halbfinale.
- EHC Linz (2) – EC VSV (6): Endstand 4:3

Saisonbilanz: 6 Spiele in Grunddurchgang und Platzierungsrunde, 3:3 Siege, Torverhältnis: 19:21
Die Entscheidung des EHC Linz, den VSV als Viertelfinalgegner zu wählen, stieß vor allem aufgrund der ungleich besseren Bilanz gegen die Graz 99ers auf großes Unverständnis insbesondere unter den eigenen Fans. Gleich im ersten Spiel unterlagen die Linzer auch auf eigenem Eis. Zwar konnten sie die nächsten drei Begegnungen, drei davon auswärts, anschließend gewinnen, aber im Gegensatz zu Znojmo hielt der VSV mit kämpferisch starken Leistungen die Chance am Leben und konnte zwischenzeitlich in der Serie ausgleichen, letztlich setzten sich die Linzer in der Serie jedoch durch.
- EC KAC (3) – EC Graz 99ers (5): Endstand 4:1

Saisonbilanz: 6 Spiele in Grunddurchgang und Platzierungsrunde, 4:2, Torverhältnis: 20:17
Ähnlich wie bei der Serie der Capitals gegen Znojmo, wenngleich weniger eindeutig, wurde auch der EC KAC in seiner Serie gegen die 99ers als Favorit gehandelt. Nach einer knappen Niederlage in Spiel eins zeigten die Grazer aber in der zweiten Begegnung ihre mannschaftliche Stärke und zeigten mit einem souveränen 5:1-Heimsieg, dass die Kräfteverhältnisse keineswegs so klar waren. In diesem Spiel ersetzte KAC-Coach Christer Olsson gegen Ende Torhüter Andy Chiodo gegen dessen Backup René Swette, der von diesem Moment an die Position der Nummer eins bekleidete. Mit Swette im Tor gelangen zunächst die Revanche mit gleichem Ergebnis auf eigenem Eis und anschließend ein 3:0-Shutout-Erfolg in Graz. Das entscheidende fünfte Spiel hielten die Grazer lange offen, gegen Ende sicherte sich der KAC aber mit einem 5:2-Sieg inklusive Empty-Net-Treffer das Halbfinal-Ticket.
- KHL Medveščak Zagreb (4) – EC Red Bull Salzburg (8): Endstand 2:4

Saisonbilanz: 4 Spiele im Grunddurchgang, 2:2 Siege, Torverhältnis: 9:5
Die Serie zwischen Zagreb und Salzburg galt vor Playoff-Beginn als ausgeglichenste des Viertelfinales, und tatsächlich wurden drei der sechs Spiele erst in einer Overtime entschieden. Auffallend an der Serie war ein hohes Maß an regelwidrigen Aktionen, die auch zu Sperren führten. Bereits in Spiel zwei kam es zu einem Eklat, als Daniel Welser den Torhüter der Zagreber, Robert Kristan, rammte, woraufhin dieser verletzt ausschied. Nur wenig später revanchierte sich Kyle Greentree am Salzburger Torwart Bernd Brückler. Auch in der Folge blieb die Gangart zum Teil ruppig. Salzburg setzte sich schließlich auch dank konditioneller Vorteile in der Serie durch; die drei Verlängerungen gingen allesamt an die Mozartstädter.
| Vienna Capitals (1) – HC Orli Znojmo (7) | Vienna Capitals (1) – HC Orli Znojmo (7) | Vienna Capitals (1) – HC Orli Znojmo (7) |
| ---------------------------------------- | ---------------------------------------- | ---------------------------------------- |
| 24. Februar                              | Vienna Capitals – HC Orli Znojmo         | 6:3 (2:1, 2:1, 2:1)                      |
| 26. Februar                              | HC Orli Znojmo – Vienna Capitals         | 1:3 (1:1, 0:2, 0:0)                      |
| 1. März                                  | Vienna Capitals – HC Orli Znojmo         | 3:4 n. V. (1:0, 0:3, 2:0, 0:1)           |
| 3. März                                  | HC Orli Znojmo – Vienna Capitals         | 0:7 (0:1, 0:3, 0:3)                      |
| 5. März                                  | Vienna Capitals – HC Orli Znojmo         | 4:0 (2:0, 2:0, 0:0)                      |
| Endstand in der Serie: 4:1               |                                          |                                          |

| EHC Linz (2) – EC VSV (6)  | EHC Linz (2) – EC VSV (6) | EHC Linz (2) – EC VSV (6) |
| -------------------------- | ------------------------- | ------------------------- |
| 24. Februar                | EHC Linz – EC VSV         | 2:4 (0:1, 1:2, 1:1)       |
| 26. Februar                | EC VSV – EHC Linz         | 2:3 (1:1, 1:0, 0:2)       |
| 1. März                    | EHC Linz – EC VSV         | 5:0 (0:0, 2:0, 3:0)       |
| 3. März                    | EC VSV – EHC Linz         | 2:3 (1:1, 0:1, 1:1)       |
| 5. März                    | EHC Linz – EC VSV         | 2:3 (0:2, 2:0, 0:1)       |
| 8. März                    | EC VSV – EHC Linz         | 6:1 (2:0, 2:1, 2:0)       |
| 10. März                   | EHC Linz – EC VSV         | 4:3 (2:2, 2:0, 0:1)       |
| Endstand in der Serie: 4:3 |                           |                           |

| EC KAC (3) – EC Graz 99ers (5) | EC KAC (3) – EC Graz 99ers (5) | EC KAC (3) – EC Graz 99ers (5) |
| ------------------------------ | ------------------------------ | ------------------------------ |
| 24. Februar                    | EC KAC – EC Graz 99ers         | 2:1 (1:0, 1:0, 0:1)            |
| 26. Februar                    | EC Graz 99ers – EC KAC         | 5:1 (2:1, 2:0, 1:0)            |
| 1. März                        | EC KAC – EC Graz 99ers         | 5:1 (1:1, 2:0, 2:0)            |
| 3. März                        | EC Graz 99ers – EC KAC         | 0:3 (0:1, 0:2, 0:0)            |
| 5. März                        | EC KAC – EC Graz 99ers         | 5:2 (2:1, 1:0, 2:1)            |
| Endstand in der Serie: 4:1     |                                |                                |

| KHL Medveščak Zagreb (4) – EC Red Bull Salzburg (8) | KHL Medveščak Zagreb (4) – EC Red Bull Salzburg (8) | KHL Medveščak Zagreb (4) – EC Red Bull Salzburg (8) |
| --------------------------------------------------- | --------------------------------------------------- | --------------------------------------------------- |
| 24. Februar                                         | KHL Medveščak Zagreb – EC Red Bull Salzburg         | 3:2 (1:0, 0:1, 2:1)                                 |
| 26. Februar                                         | EC Red Bull Salzburg – KHL Medveščak Zagreb         | 4:3 n. V. (1:1, 1:1, 1:1, 1:0)                      |
| 28. Februar                                         | KHL Medveščak Zagreb – EC Red Bull Salzburg         | 2:5 (0:1, 1:1, 1:3)                                 |
| 3. März                                             | EC Red Bull Salzburg – KHL Medveščak Zagreb         | 2:5 (1:1, 0:2, 1:2)                                 |
| 5. März                                             | KHL Medveščak Zagreb – EC Red Bull Salzburg         | 4:5 n. V. (0:2, 4:0, 0:2, 0:1)                      |
| 8. März                                             | EC Red Bull Salzburg – KHL Medveščak Zagreb         | 3:2 n. V. (0:0, 2:1, 0:1, 1:0)                      |
| Endstand in der Serie: 2:4                          |                                                     |                                                     |

### Halbfinale
- Vienna Capitals (1) – EC Red Bull Salzburg (8): Endstand 4:2

Saisonbilanz: 4 Spiele im Grunddurchgang, 2:2 Siege, Torverhältnis: 12:12
Die Halbfinalserie der Capitals gegen die Salzburger stellte aus statistischen Gründen eine Besonderheit dar: die entsprechende Begegnung war seit Gründung der EBEL im Jahr 2003 bereits fünf Mal ausgespielt worden, wobei in allen Fällen die Salzburger das bessere Ende für sich gehabt hatten. Erstmals starteten die Roten Bullen jedoch nicht als Favoriten in die Serie. Bereits im ersten Spiel konnten die Capitals mit 6:2 einen deutlichen Sieg feiern. Die Salzburger drehten jedoch mit Spiel drei zwischenzeitlich die Serie. Mitverantwortlich für die beiden Siege war auch der slowenische Torwart Luka Gračnar, der bereits im Grunddurchgang mit guten Leistungen auf sich aufmerksam gemacht hatte. Die Capitals holten sich jedoch mit einem Auswärtssieg das Heimrecht zurück und verwerteten in Spiel sechs auf fremdem Eis den Matchpuck zum Seriengewinn. Für Pierre Pagé stellte die 2:4-Niederlage auch das letzte Spiel als Trainer der Salzburger dar.
- EHC Linz (2) – EC KAC (3): Endstand 2:4

Saisonbilanz: 6 Spiele in Grunddurchgang und Platzierungsrunde, 2:4 Siege, Torverhältnis: 17:14
Die zweite Halbfinal-Begegnung war die Neuauflage des Vorjahres-Finales. Die Serie entsprach bis zum vierten Spiel den Prognosen und zeichnete sich durch knappe Ergebnisse und Heimsiege aus. Erst in Spiel fünf gelang dem EC KAC das nötige Break mit einem 3:2-Sieg auf Linzer Eis. Mit dem anschließenden Heimsieg entschieden die Klagenfurter das Halbfinale für sich und standen damit zum dritten Mal in Folge im Finale.
| EV Vienna Capitals (1) – EC Red Bull Salzburg (8) | EV Vienna Capitals (1) – EC Red Bull Salzburg (8) | EV Vienna Capitals (1) – EC Red Bull Salzburg (8) |
| ------------------------------------------------- | ------------------------------------------------- | ------------------------------------------------- |
| 12. März                                          | Vienna Capitals – EC Red Bull Salzburg            | 6:2 (3:0, 2:2, 1:0)                               |
| 15. März                                          | EC Red Bull Salzburg – Vienna Capitals            | 3:1 (1:0, 1:0, 1:1)                               |
| 17. März                                          | Vienna Capitals – EC Red Bull Salzburg            | 1:3 (0:1, 0:1, 1:1)                               |
| 19. März                                          | EC Red Bull Salzburg – Vienna Capitals            | 1:2 (1:1, 0:0, 0:1)                               |
| 22. März                                          | Vienna Capitals – EC Red Bull Salzburg            | 4:1 (2:0, 1:1, 1:0)                               |
| 24. März                                          | EC Red Bull Salzburg – Vienna Capitals            | 2:4 (2:2, 0:2, 0:0)                               |
| Endstand in der Serie: 4:2                        |                                                   |                                                   |

| EHC Linz (2) – EC KAC (3)  | EHC Linz (2) – EC KAC (3) | EHC Linz (2) – EC KAC (3) |
| -------------------------- | ------------------------- | ------------------------- |
| 12. März                   | EHC Linz – EC KAC         | 3:1 (1:0, 0:1, 2:0)       |
| 15. März                   | EC KAC – EHC Linz         | 3:2 (1:2, 1:0, 1:0)       |
| 17. März                   | EHC Linz – EC KAC         | 4:1 (1:0, 1:0, 2:1)       |
| 19. März                   | EC KAC – EHC Linz         | 4:2 (0:1, 1:1, 3:0)       |
| 22. März                   | EHC Linz – EC KAC         | 2:3 (0:1, 1:0, 1:2)       |
| 24. März                   | EC KAC – EHC Linz         | 3:1 (0:1, 1:0, 2:0)       |
| Endstand in der Serie: 2:4 |                           |                           |

### Finale
Die Finalserie stellte die Neuauflage des Finales aus der Saison 2004/05 dar, als ebenfalls die Capitals die Saison dominiert und als Favorit in die Endspielserie gegangen waren. Das Duell bedeutete auch die Begegnung der beiden einzigen schwedischen Coaches in der Liga: Christer Olsson auf Seiten des EC KAC und Tommy Samuelsson auf Seiten der Capitals. Die Favoritenrolle der Wiener gründete sich neben der Tabellenposition auch auf die direkte Saisonbilanz, welche die Capitals mit 5:1 Siegen klar für sich entschieden hatten.
Das Finale begann mit einem knappen 1:0-Auswärtssieg des EC KAC auf fremdem Eis und setzte sich mit einem 2:1-Overtime-Sieg in Klagenfurt fort. Zu diesem Zeitpunkt zeichnete sich aufgrund der guten Defensivleistungen beider Mannschaften und der in Hochform agierenden Torhüter Matt Zaba (Wien) und René Swette (KAC) bereits eine torarme und enge Serie ab. Erst in Spiel drei zeigten beide Clubs offensivere Bemühungen, wobei der EC KAC jedoch die erfolgreichere Mannschaft blieb. Den Kärntnern gelangen vier Tore in der ersten Hälfte der Begegnung. Das letzte Drittel war gekennzeichnet vom vergeblichen Bemühen der Wiener, wobei René Swette jedoch das glücklichere Ende für sich hatte und das zweite Shutout im dritten Finalspiel für sich verbuchen konnte. Die beiden Spiele waren gleichzeitig die ersten seit der oben genannten Finalserie (Spiel drei, 0:5 durch den EC KAC am 3. April 2005), in denen die Wiener auf eigenem Eis ohne Torerfolg blieben.
Im entscheidenden vierten Spiel gelang es den Capitals, erstmals in der Serie in Führung zu gehen. Nach dem zwischenzeitlichen 2:0 erzielte Tyler Scofield per Strafschuss den Anschlusstreffer. Ein Doppelschlag im Mittelabschnitt drehte das Ergebnis zugunsten des EC KAC. In der Schlussphase gelang den Capitals mit sechs Feldspielern der Anschlusstreffer zum 4:3. Der kurz zuvor zum MVP gewählte Jamie Lundmark stellte jedoch mit einem Empty-Net-Treffer den Endstand her.
Den Klagenfurt gelang damit der erste Sweep in einem Finale seit Gründung der EBEL und der erste Finalsweep der österreichischen Ligageschichte bei einer Distanz von Best-of-Seven. Gleichzeitig gewann der Club damit den dreißigsten ÖEHL-Meistertitel der Vereinsgeschichte.
| Finale: Vienna Capitals (PL 1) – EC KAC (PL 3) Saisonbilanz: 6 Spiele, 5:1 Siege, Torverhältnis 18:10 | Finale: Vienna Capitals (PL 1) – EC KAC (PL 3) Saisonbilanz: 6 Spiele, 5:1 Siege, Torverhältnis 18:10 | Finale: Vienna Capitals (PL 1) – EC KAC (PL 3) Saisonbilanz: 6 Spiele, 5:1 Siege, Torverhältnis 18:10                                                                                                 | Finale: Vienna Capitals (PL 1) – EC KAC (PL 3) Saisonbilanz: 6 Spiele, 5:1 Siege, Torverhältnis 18:10                                                                            |
| --- | --- | --- | --- |
| 28. März 2013, 20:30 Uhr Albert-Schultz-Halle 7.000 Zuschauer                                         | Vienna Capitals | 0:1 (0:0, 0:1, 0:0) | EC KAC |
| 28. März 2013, 20:30 Uhr Albert-Schultz-Halle 7.000 Zuschauer                                         | Keine Tore | Strafminuten: 4 bzw. 14 Torhüter: Matt Zaba (Capitals, 58:30, 27 Schüsse, 1 Tor) René Swette (KAC, 60:00, 37 Schüsse, 0 Tore)                                                                         | Martin Schumnig (33:14, R. Herburger, F. Iberer) |
| 31. März 2013, 17:45 Uhr Eissportzentrum Klagenfurt 5.200 Zuschauer                                   | EC KAC | 2:1 n. V. (0:0, 1:1, 0:0, 1:0) | Vienna Capitals |
| 31. März 2013, 17:45 Uhr Eissportzentrum Klagenfurt 5.200 Zuschauer                                   | Raphael Herburger (28:25, F. Iberer, T. Scofield) John Lammers (65:26, T. Spurgeon) | Strafminuten: 6 bzw. 10 Torhüter: René Swette (KAC, 65:26, 37 Schüsse, 1 Tor) Matt Zaba (Capitals, 65:26, 35 Schüsse, 2 Tore)                                                                         | Jamie Fraser (37:07, J. Keller, R. Rotter) |
| 2. April 2013, 20:30 Uhr Albert-Schultz-Halle 7.000 Zuschauer                                         | Vienna Capitals | 0:4 (0:2, 0:2, 0:0) | EC KAC |
| 2. April 2013, 20:30 Uhr Albert-Schultz-Halle 7.000 Zuschauer                                         | Keine Tore | Strafminuten: 37 bzw. 11 Torhüter: Matt Zaba (Capitals, 28:09, 17 Schüsse, 4 Tore, ausgewechselt) Fabian Weinhandl (Capitals, 31:51, 10 Schüsse, 0 Tore) René Swette (KAC, 60:00, 29 Schüsse, 0 Tore) | Thomas Hundertpfund (15:58, R. Herburger) Mike Siklenka (16:43, Shorthanded) Mike Siklenka (20:55, Powerplay, J. Lundmark, T. Hundertpfund) Tyler Scofield (28:09, R. Herburger) |
| 5. April 2013, 20:30 Uhr Eissportzentrum Klagenfurt 5.080 Zuschauer                                   | EC KAC | 5:3 (1:2, 2:0, 2:1) | Vienna Capitals |
| 5. April 2013, 20:30 Uhr Eissportzentrum Klagenfurt 5.080 Zuschauer                                   | Tyler Scofield (14:17, Penaltyschuss) Tyler Scofield (32:53, Powerplay, D. Schuller, M. Siklenka) Thomas Hundertpfund (33:29) John Lammers (47:50, Powerplay, K. Furey, J. Lundmark) Jamie Lundmark (59:51, Empty Net, T. Spurgeon) | Strafminuten: 12 bzw. 48 Torhüter: René Swette (KAC, 60:00, 37 Schüsse, 3 Tore) Matt Zaba (Capitals, 58:30, 31 Schüsse, 4 Tore)                                                                       | François Fortier (03:59, B. Gratton) François Fortier (08:46, R. Rotter) Adrian Veideman (56:17, J. Ferland)                                                                     |

### Statistiken

#### Topscorer
| Rang | Spieler          | Team | GP | G | A  | PTS | PIM | +  | -  | +/- | PPG | PPA | SHG | SHA | GWG | SOG | SG%     |
| ---- | ---------------- | ---- | -- | - | -- | --- | --- | -- | -- | --- | --- | --- | --- | --- | --- | --- | ------- |
| 1    | Tyler Scofield   | KAC  | 15 | 9 | 7  | 16  | 2   | 15 | 11 | +4  | 2   | 2   | 0   | 0   | 0   | 46  | 19,57 % |
| 2    | François Fortier | VIC  | 15 | 7 | 6  | 13  | 5   | 14 | 10 | +4  | 2   | 2   | 0   | 0   | 0   | 39  | 17,95 % |
| 3    | Danny Irmen      | EHL  | 13 | 3 | 10 | 13  | 6   | 11 | 7  | +4  | 1   | 4   | 0   | 0   | 1   | 51  | 5,88 %  |
| 4    | Rob Schremp      | RBS  | 11 | 2 | 11 | 13  | 10  | 13 | 4  | +9  | 0   | 1   | 0   | 0   | 0   | 44  | 4,55 %  |
| 5    | Josh Soares      | VIC  | 15 | 2 | 11 | 13  | 28  | 11 | 9  | +2  | 1   | 5   | 0   | 0   | 0   | 18  | 11,11 % |
| 6    | Jamie Fraser     | VIC  | 15 | 3 | 9  | 12  | 13  | 19 | 12 | +7  | 0   | 2   | 0   | 0   | 0   | 42  | 7,14 %  |
| 7    | Jonathan Ferland | VIC  | 15 | 6 | 5  | 11  | 26  | 11 | 8  | +3  | 3   | 2   | 0   | 0   | 2   | 57  | 10,53 % |
| 8    | Kyle Greentree   | MZA  | 5  | 3 | 8  | 11  | 10  | 5  | 3  | +2  | 3   | 4   | 0   | 0   | 0   | 29  | 10,34 % |
| 9    | Derek Ryan       | VSV  | 7  | 3 | 8  | 11  | 6   | 4  | 7  | −3  | 1   | 7   | 0   | 0   | 0   | 24  | 12,50 % |
| 10   | André Lakos      | VIC  | 15 | 0 | 11 | 11  | 12  | 12 | 7  | +5  | 0   | 4   | 0   | 0   | 0   | 35  | 0,00 %  |

#### Beste Torhüter
| Spieler                 | Team | GP | GPI | MIP    | GA | GAA  | SOG | SVS | SVS%    | SO | W  | L | OTL | A | PIM |
| ----------------------- | ---- | -- | --- | ------ | -- | ---- | --- | --- | ------- | -- | -- | - | --- | - | --- |
| René Swette             | KAC  | 15 | 14  | 819:02 | 20 | 1,47 | 454 | 434 | 95,59 % | 3  | 11 | 2 | 0   |   |     |
| Matt Zaba               | VIC  | 15 | 14  | 817:29 | 29 | 2,13 | 441 | 412 | 93,42 % | 2  | 7  | 5 | 2   |   |     |
| David LeNeveu           | EHL  | 13 | 13  | 751:28 | 32 | 2,56 | 457 | 425 | 93,00 % | 1  | 6  | 7 | 0   |   |     |
| Luka Gračnar            | RBS  | 12 | 9   | 351:16 | 13 | 2,22 | 170 | 157 | 92,35 % | 0  | 4  | 3 | 0   |   |     |
| Jean-Philippe Lamoureux | VSV  | 7  | 7   | 415:50 | 19 | 2,74 | 245 | 226 | 92,24 % | 0  | 3  | 4 | 0   |   |     |
| Michael Ouzas           | MZA  | 6  | 4   | 220:20 | 12 | 3,27 | 145 | 133 | 91,72 % | 0  | 1  | 0 | 3   |   |     |
| Frédéric Cloutier       | G99  | 5  | 5   | 288:16 | 15 | 3,12 | 166 | 151 | 90,96 % | 0  | 1  | 4 | 0   |   |     |
| Robert Kristan          | MZA  | 5  | 3   | 156:03 | 9  | 3,46 | 96  | 87  | 90,63 % | 0  | 1  | 1 | 0   |   |     |
| Bernd Brückler          | RBS  | 12 | 8/  | 372:42 | 22 | 3,54 | 210 | 188 | 89,52 % | 0  | 2  | 3 | 0   |   |     |
| Filip Landsman          | ZNO  | 5  | 5   | 220:58 | 13 | 3,53 | 114 | 101 | 88,60 % | 0  | 1  | 2 | 0   |   |     |
| Ondřej Kacetl           | ZNO  | 5  | 2   | 88:14  | 10 | 6,80 | 45  | 35  | 77,78 % | 0  | 0  | 2 | 0   |   |     |

Legende:

Feldspieler: GP = Spiele, G = Tore, A = Assists, PTS = Scorerpunkte, PIM = Strafminuten, PPG = Powerplaytore, PPA = Powerplay-Assists, SHG = Unterzahltore, SHA = Unterzahl-Assists, GWG = Gamewinning Goals, SOG = Schüsse aufs Tor, SG% = Schusseffizienz
Torhüter: GP = Spiele, GPI = Tatsächliche Einsätze, MIP = Spielminuten, GA = Gegentore, GAA = Gegentorschnitt, SOG = Schüsse aufs Tor, SVS = gehaltene Schüsse, SVS% = Fangquote, SO = Shutouts, W = Gewonnene Spiele, L = Niederlagen in regulärer Spielzeit, OTL = Niederlagen in Overtime/Penaltyschießen, A = Assists, PIM = Strafminuten, Fettschrift = Bestwert
Teams: KAC = EC KAC, VSV = EC VSV, VIC = Vienna Capitals, EHL = EHC Linz, G99 = EC Graz 99ers, DEC = EC Dornbirn, HCI = HC Innsbruck, RBS = EC Red Bull Salzburg, OLL = HDD Olimpija Ljubljana, AVS = Alba Volán Székesfehérvár, MZA = KHL Medveščak Zagreb, ZNO = Orli Znojmo

## Kader des österreichischen Meisters
| Österreichischer Meister EC KAC | Torhüter: Andy Chiodo, René Swette Verteidiger: Kirk Furey, Nikolaus Holzer, Florian Iberer, Maximilian Isopp, Johannes Kirisits, Nicolas Paul, Herbert Ratz, Johannes Reichel, Martin Schumnig, Mike Siklenka, Thomas Vallant Angreifer: Patrick Berr, Kevin Doell, Stefan Geier, Manuel Geier, Gregor Hager, Raphael Herburger, Thomas Hundertpfund, Thomas Koch, John Lammers, Jamie Lundmark, Markus Pirmann, Paul Schellander, David Schuller, Stefan Schumnig, Tyler Scofield, Tyler Spurgeon, Markus Steiner, Tomislav Zanoški Trainerstab: Christer Olsson, Dieter Kalt |

## Zuschauerzahlen
Auch in der Saison 2012/13 hielt der Trend an, und die Zuschauerzahlen stiegen erneut an. Insgesamt besuchten 1.323.939 die 362 Spiele der Liga (Zuschauerschnitt 3.657), womit der Rekord aus dem Vorjahr (1.148.595 Zuschauer in 308 Spielen, Schnitt 3.729) übertroffen werden konnte. Zu einem Teil dafür verantwortlich waren aber auch die vielen Sonder-Veranstaltungen wie z. B. Freiluftspiele, im Grunddurchgang.
| Rang | Team                      | Zu Hause | Zu Hause  | Zu Hause     | Auswärts | Auswärts  | Auswärts     | Gesamt | Gesamt    | Gesamt       |
|      |                           | Spiele   | Zuschauer | Durchschnitt | Spiele   | Zuschauer | Durchschnitt | Spiele | Zuschauer | Durchschnitt |
| ---- | ------------------------- | -------- | --------- | ------------ | -------- | --------- | ------------ | ------ | --------- | ------------ |
| 1    | KHL Medveščak Zagreb      | 30       | 232.500   | 7.750        | 30       | 101.522   | 3.384        | 60     | 334.022   | 5.567        |
| 2    | EC KAC                    | 35       | 147.418   | 4.212        | 34       | 158.607   | 4.665        | 69     | 306.025   | 4.435        |
| 3    | Vienna Capitals           | 34       | 183.475   | 5.396        | 33       | 121.080   | 3.669        | 69     | 304.555   | 4.414        |
| 4    | EC VSV                    | 30       | 115.613   | 3.854        | 31       | 131.953   | 4.257        | 61     | 247.566   | 4.058        |
| 5    | EHC Linz                  | 34       | 127.500   | 3.750        | 33       | 128.597   | 3.897        | 67     | 256.097   | 3.822        |
| 6    | EC Graz 99ers             | 29       | 90.040    | 3.105        | 30       | 110.232   | 3.674        | 59     | 200.272   | 3.394        |
| 7    | EC Red Bull Salzburg      | 33       | 84.835    | 2.571        | 33       | 134.958   | 4.090        | 66     | 219.793   | 3.330        |
| 8    | SAPA Fehervar AV19        | 27       | 86.405    | 3.200        | 27       | 81.252    | 3.009        | 54     | 167.657   | 3.105        |
| 9    | HDD Olimpija Ljubljana    | 27       | 77.400    | 2.867        | 27       | 88.205    | 3.267        | 54     | 165.605   | 3.067        |
| 10   | HC Orli Znojmo            | 29       | 67.625    | 2.332        | 30       | 94.810    | 3.160        | 59     | 162.435   | 2.753        |
| 11   | Dornbirner Eishockey Club | 27       | 64.528    | 2.390        | 27       | 83.669    | 3.099        | 54     | 148.197   | 2.744        |
| 12   | HC TWK Innsbruck          | 27       | 46.600    | 1.726        | 27       | 89.054    | 3.298        | 54     | 135.654   | 2.512        |

## Schiedsrichter
In der folgenden Liste sind alle an der Saison 2011/12 beteiligten Schiedsrichter aufgeführt. In Klammer ist angegeben, ob der Schiedsrichter eine Lizenz der internationalen Eishockey-Föderation zum Leiten internationaler Begegnungen besitzt (IIHF). Die neu eingeführten Rückennummern sind in der Liste mit angegeben.
| - #9 Altersberger Roland - #17 Berneker Thomas - #45 Bogen Martin - #2 Dremelj Igor - #12 Erd Ulrich - #5 Fajdiga Ales - #18 Falkner Robert - #10 Fladenhofer Werner | - #21 Fussi Wolfgang - #11 Gebei Peter - #7 Graber Michael - #6 Jelinek Christian - #23 Kamsek Luka - #14 Kaspar Christian - #19 Kellner Roland - #33 Kincses Gergely | - #24 Podlesnik Gerald - #34 Potocan Christian - #3 Smetana Ladislav - #8 Sporer Gerhard - #4 Trilar Viktor - #38 Veit Georg |

### Disziplinarsenat und Department of Player Safety
Zur Ahndung von Verstößen gegen das Regelwerk auf und abseits des Eises wurde ein neuer Disziplinarsenat eingeführt, der sich in zwei Ebenen gliederte. Die EBEL-Rechtskommission kümmerte sich nun um juristische Fragen wie Spieleranmeldungen u. Ä., während das Department of Player Safety (kurz: DOPS) sich um Vergehen auf dem Eis kümmerte. Lyle Seitz, der im Vorjahr zur Qualitätssicherung bei der Schiedsrichterarbeit engagiert worden war, entschied darin gemeinsam mit Mitgliedern des zur Vereinigung Hockey Europe gehörenden Gremiums über Disziplinarmaßnahmen wie z. B. Sperren. Gleichzeitig wurde erstmals ein Casebook für die EBEL vorgelegt.